# Вараксино (Завьяловский район)
Вара́ксино — село в Завьяловском районе Удмуртской Республики Российской Федерации. Входит в Ижевскую агломерацию.
Несмотря на формальный статус села, в Вараксино нет частных домов, а жилая застройка состоит из многоквартирных домов высотой от 2 до 5 этажей.

## География
Расположено в 8 км к северо-западу от центра Ижевска. Находится в непосредственной близости от границы города: с трёх сторон окружено территорией Ленинского района Ижевска. Через село протекает река Малиновка.

## История
Посёлок возник при Вараксинской птицефабрике, которая ведёт своё начало с конца 1930-х годов.

### Административно-территориальная принадлежность
До 1991 года посёлок Вараксино находился в составе в Шабердинского сельсовета Завьяловского района Удмуртской АССР.
Постановлением Президиума Верховного Совета УАССР от 7 февраля из Шабердинского сельсовета выделяется Вараксинский сельсовет с центром в посёлке Вараксино.
В 1994 году сельсовет преобразуется в Вараксинскую сельскую администрацию, а в 2005 в Муниципальное образование «Вараксинское» (сельское поселение).
В 2004 году постановлением Госсовета Удмуртской республики, посёлок Вараксино преобразовывается в село Вараксино.
До 25 июня 2021 года административный центр Вараксинского сельского поселения, упразднённое в связи с преобразованием муниципального района в муниципальный округ.

## Население
| 2010 | 2012  |
| ---- | ----- |
| 2611 | ↘2589 |

## Инфраструктура
Рядом с селом находится Вараксинская радиотелевизионная мачта, имеющая высоту 345,15 м и обеспечивающая ретрансляцию теле- и радиостанций на территории Ижевска и Завьяловского района.

### Экономика и социальная сфера
Главным предприятием села является ООО "Птицефабрика «Вараксино».
В Вараксино работают МОУ «Вараксинская основная общеобразовательная школа», детский сад, МУЧ «Культурный комплекс „Вараксинский“» (созданный на базе библиотеки), фельдшерско-акушерский пункт.
Большая часть жителей села вовлечена в экономику Ижевска в форме маятниковой миграции.

### Здания и сооружения
В Вараксино нет улиц, нумерация домов сквозная.
- Дом 27- Торговый дом «Вараксино»
- Дом 14а — супермаркет «Пятёрочка»
- Дом 1 — птицефабрика «Вараксино»
- Дом 23 — МБУ "Культурно-спортивный комплекс «Вараксинский»
- Дом 24 — Вараксинский детский сад

## Транспорт
Через село проходит Шабердинский тракт, по которому курсируют городские автобусы 21, 34.